# Schutterwald
Schutterwald è un comune tedesco di 7 331 abitanti, situato nel land del Baden-Württemberg.